# Chính phủ Park Geun-hye
Chính phủ Park Geun-hye là chính phủ thứ 6 của Hàn Quốc, do Tổng thống Hàn Quốc Park Geun-hye lãnh đạo. Chính phủ nắm quyền từ 25 tháng 2 năm 2013 đến ngày 10 tháng 3 năm 2017.
Chính phủ được thành lập ngay sau khi Park Geun-hye nhậm chức Tổng thống sau cuộc bầu cử năm 2012.
Ngay cả trước khi chính phủ ra mắt, đã có những nghi ngờ rằng Choi Soon-sil, một người nằm quyền lực bí mật của Tổng thống Park Geun-hye, đã tham gia vào nhiều chính sách khác nhau.

## Nguyên tắc, mục đích, nhiệm vụ của quản lý nhà nước

### Nguyên tắc
Theo tiếng gọi thời đại, Chính phủ hướng tới thời kỳ lãnh đạo vì hạnh phúc quốc gia và phát triển đất nước, thoát khỏi mô hình phát triển lấy nhà nước làm trung tâm từ trước đến nay.
- Người dân hạnh phúc
  - Tạo việc làm thông qua nền kinh tế sáng tạo, giải tỏa lo lắng người dân về tương lai và thiết lập trật tự kinh tế thị trường công bằng
  - Duy trì sức khỏe thể chế trong khi điều chỉnh bất bình đẳng kinh tế và xã hội
  - Đảm bảo cuộc sống tiện nghi trong xã hội an toàn
  - Chính phủ vận hành tích hợp và liên thông, lấy người dân làm trung tâm
- Bán đảo Triều Tiên hạnh phúc
  - Bảo đảm chủ quyền và sự an toàn Đại Hàn Dân Quốc dựa trên nền quốc phòng vững mạnh và hợp tác quốc tế
  - Hướng tới thống nhất hạnh phúc thông qua tiến trình an toàn trên Bán đảo Triều Tiên
  - Ngoại giao đôi bên cùng có lợi với các đồng minh truyền thống và các nước láng giềng và mở rộng tầm nhìn ngoại giao
- Đất nước mẫu mực đáng tin cậy
  - Phát triển thành một quốc gia phát triển có thể trở thành hình mẫu cho thế giới trong mọi lĩnh vực, bao gồm kinh tế, phúc lợi, hội nhập xã hội và văn hóa tinh thần, đồng thời đóng vai trò then chốt trong "Kỷ nguyên hạnh phúc toàn cầu" như môi trường và ODA

Để làm cơ sở cho quản lý nhà nước, một sự thay đổi mô hình trong phát triển quốc gia đã được đề xuất để phát triển bền vững và hội nhập xã hội. Chính phủ đặt mục tiêu tăng trưởng định hướng năng suất theo định hướng năng suất thông qua tập trung quản trị quốc gia từ nhà nước đến từng người dân và chuyển đổi mô hình tăng trưởng kinh tế từ đuổi kịp các nước tiên tiến sang dẫn dắt thị trường toàn cầu. Nguyên tắc tăng trưởng cân đối nhu cầu trong nước, công nghiệp dịch vụ, doanh nghiệp nhỏ và vừa là mục tiêu chủ nghĩa tư bản. Nhận biết mối quan hệ theo chu kỳ giữa tăng trưởng và phúc lợi, coi trọng vốn xã hội và ưu tiên an toàn. Phương thức điều hành của chính phủ cũng theo hướng hợp tác công tư và truyền thông, tập trung vào đánh giá chính sách và hợp tác giữa các bộ.

### Mục tiêu
Chính phủ Park Geun-hye đã đưa ra tầm nhìn về các vấn đề quốc gia, "một kỷ nguyên mới hạnh phúc và hy vọng của người dân". Làm cơ sở để quảng bá "chính phủ đáng tin cậy" đã được chỉ định.
- Nền kinh tế sáng tạo định hướng việc làm
- Việc làm và phúc lợi điều chỉnh theo mong muón
- Cuộc sống giáo dục và văn hóa sáng tạo
- Hiệp hội An toàn và Chính trực
- Thành lập nền tảng cho một kỷ nguyên thống nhất hạnh phúc

Sau khi chính phủ nhậm chức được tổ chức lại thành bốn chính sách lớn của quốc gia thông qua một cuộc họp nội các. Đặt tên cho kỷ nguyên mô hình mới trong đó hạnh phúc người dân và sự phát triển quốc gia luân chuyển theo thời kỳ lãnh đạo, "chính phủ đáng tin cậy" đã được chỉ định làm cơ sở để thúc đẩy.
- Hồi sinh kinh tế
- Hạnh phúc quốc gia
- Phát triển văn hóa
- Xây dựng nền tảng thống nhất hòa bình

### Chiến lược và nhiệm vụ
Chính phủ đã thiết lập một chiến lược xúc tiến cho năm mục tiêu và cơ sở để xúc tiên. Cũng như các mục tiêu quốc gia, 5 mục tiêu quốc gia và 21 chiến lược xúc tiến đã được sắp xếp lại thành 4 chính sách quốc gia trọng yếu và 14 chiến lược xúc tiến sau khi chính phủ nhậm chức. Ngoài ra, 140 nhiệm vụ được thiết lập chi tiết theo các chiến lược xúc tiến cho bốn chính sách quốc gia quan trọng và cơ sở để thúc đẩy. Khi các nhiệm vụ được tổ chức lại, thuật ngữ "dân chủ hóa kinh tế" được hồi sinh, và một số nhiệm vụ được tích hợp hoặc đưa vào mới.
- Phục hồi kinh tế (3 chiến lược lớn và 42 nhiệm vụ)
  - Nền kinh tế sáng tạo
    - Hệ sinh thái kinh tế sáng tạo (3)
    - Doanh nghiệp nhỏ liều lĩnh (3)
    - Tiên phong trong thị trường ngành mới (8)
    - Tài năng sáng tạo (1)
    - Khoa học và Công nghệ ICT (5)

  - Dân chủ hóa kinh tế
    - Kinh tế thị trường với những nguyên tắc đúng đắn (6)

  - Nền kinh tế phúc lợi xã hội
  - Cuộc sống ổn định (8)
  - Hoạt động kinh tế ổn định (8)
- Hạnh phúc Quốc gia (4 chiến lược lớn và 64 nhiệm vụ)
  - Việc làm và phúc lợi tùy chỉnh
    - Phúc lợi điều chỉnh theo cuộc đời (10)
    - Hệ thống phúc lợi hỗ trợ tự lực cánh sinh (9)
    - Hoạt động phụ nữ khắc phục tỷ lệ sinh thấp (4)

  - Giáo dục sáng tạo
    - Ươm mầm tài năng và ước mơ (4)
    - Tài năng chuyên nghiệp và học tập suốt đời (3)
    - Siêu việt (1)

  - An toàn công cộng
    - An toàn khỏi tội phạm (9)
    - Phòng chống và quản lý thiên tai (6)
    - Môi trường dễ chịu và bền vững (8)

  - Hội nhập xã hội
    - Đoàn kết và hài hòa (5)
    - Phát triển vùng cân đối, phân cấp (5)
- Phát triển văn hóa (3 chiến lược và 10 nhiệm vụ)
  - Văn hóa được mọi người thụ hưởng (Mở rộng sự tham gia văn hóa)
    - Tài sản Văn hóa 2%, Đạo luật Văn hóa Cơ bản (1)
    - Cơ hội tham gia văn hóa, thu hẹp khoảng cách văn hóa (1)
    - Thúc đẩy đa dạng văn hóa (1)
    - Kiến tạo không gian sống và văn hóa (1)

  - Quảng bá văn hóa, nghệ thuật
    - Hỗ trợ nghệ sĩ (1)
    - Tăng cường bảo tồn di sản văn hóa (1)
    - Phát huy văn hóa nhân văn và tinh thần (1)

  - Sự hội tụ văn hóa và công nghiệp
    - Nuôi dưỡng ngành công nghiệp sáng tạo (1)
    - Hiện thực hóa du lịch giá trị cao (1)
    - Thể thao năng động (1)
- Xây dựng nền tảng hòa bình thống nhất đất nước (3 chiến lược lớn và 17 nhiệm vụ)
  - Bảo mật mạnh mẽ
    - An ninh vững chắc, hòa bình bền vững (7)
    - Tiến trình giao phó Bán đảo Triều Tiên
    - Một Bán đảo Triều Tiên mới dẫn đến sự thống nhất hạnh phúc (3)

  - Lòng tin ngoại giao
    - Ngoại giao tin cậy với nhân dân (7)
- Nền tảng (1 chiến lược và 7 nhiệm vụ)
  - chính phủ đáng tin cậy
    - Chính phủ 3.0 (1)
    - Chính phủ trong sạch và có năng lực (6)

## Danh sách thành viên
Đảng Saenuri
      Không đảng phái
| Nội các                                              | Nội các                                                                    | Nội các        | Nội các           | Nội các          | Nội các          | Nội các |
| Chức vụ                                              | Chức vụ                                                                    | Thành viên     | Thành viên        | Nhiệm kỳ         | Nhiệm kỳ         | Ghi chú |
| Chức vụ                                              | Chức vụ                                                                    | Thành viên     | Thành viên        | Bổ nhiệm         | Miễn nhiệm       | Ghi chú |
| ---------------------------------------------------- | -------------------------------------------------------------------------- | -------------- | ----------------- | ---------------- | ---------------- | ------- |
|                                                      | Tổng thống                                                                 |                | Park Geun-hye     | 25 tháng 2 2013  | 10 tháng 3 2017  |         |
|                                                      | Thủ tướng                                                                  |                | Chung Hong-won    | 26 tháng 2 2013  | 16 tháng 2 2015  |         |
|                                                      | Thủ tướng                                                                  | Lee Wan-koo    | 16 tháng 2 2015   | 27 tháng 4 2015  |                  |         |
|                                                      | Thủ tướng                                                                  | Hwang Kyo-ahn  | 18 tháng 6 2015   | 11 tháng 5 2017  |                  |         |
| Tập tin:Bộ KHTC Hàn Quốc.jpg                         | Phó Thủ tướng phụ trách Kinh tế Bộ trưởng Bộ Chiến lược và Tài chính       |                | Hyun Oh-seok      | 23 tháng 3 2013  | 14 tháng 7 2014  |         |
| Tập tin:Bộ KHTC Hàn Quốc.jpg                         | Phó Thủ tướng phụ trách Kinh tế Bộ trưởng Bộ Chiến lược và Tài chính       |                | Choi Kyoung-hwan  | 15 tháng 7 2014  | 12 tháng 1 2016  |         |
| Tập tin:Bộ KHTC Hàn Quốc.jpg                         | Phó Thủ tướng phụ trách Kinh tế Bộ trưởng Bộ Chiến lược và Tài chính       |                | Yoo Il-ho         | 13 tháng 1 2016  | 9 tháng 6 2017   |         |
| Tập tin:Ministry of Education (South Korea).jpg      | Phó Thủ tướng phụ trách vấn đề xã hội Bộ trưởng Bộ Giáo dục                |                | Seo Nam-su        | 11 tháng 3 2013  | 16 tháng 7 2014  |         |
| Tập tin:Ministry of Education (South Korea).jpg      | Phó Thủ tướng phụ trách vấn đề xã hội Bộ trưởng Bộ Giáo dục                |                | Hwang Woo-yea     | 8 tháng 8 2014   | 12 tháng 1 2016  |         |
| Tập tin:Ministry of Education (South Korea).jpg      | Phó Thủ tướng phụ trách vấn đề xã hội Bộ trưởng Bộ Giáo dục                |                | Lee Jun-sik       | 13 tháng 1 2016  | 4 tháng 7 2017   |         |
|                                                      | Bộ trưởng Bộ Khoa học, Công nghệ thông tin và Kế hoạch tương lai           |                | Choi Moon-ki      | 17 tháng 4 2013  | 15 tháng 7 2014  |         |
|                                                      | Bộ trưởng Bộ Khoa học, Công nghệ thông tin và Kế hoạch tương lai           | Choi Yang-hee  | 16 tháng 7 2014   | 10 tháng 7 2017  |                  |         |
| Tập tin:Bộ Ngoại giao Hàn Quốc.jpeg                  | Bộ trưởng Bộ Ngoại giao                                                    |                | Yun Byung-se      | 13 tháng 3 2013  | 18 tháng 6 2017  |         |
| Tập tin:Bộ Thống nhất Hàn Quốc.jpg                   | Bộ trưởng Bộ Thống nhất                                                    |                | Ryu Gil-jae       | 11 tháng 3 2013  | 12 tháng 3 2015  |         |
| Tập tin:Bộ Thống nhất Hàn Quốc.jpg                   | Bộ trưởng Bộ Thống nhất                                                    |                | Hong Yong-pyo     | 13 tháng 3 2015  | 2 tháng 7 2017   |         |
| Tập tin:Bộ Tư pháp Hàn Quốc.jpg                      | Bộ trưởng Bộ Tư pháp                                                       |                | Hwang Kyo-ahn     | 11 tháng 3 2013  | 13 tháng 6 2015  |         |
| Tập tin:Bộ Tư pháp Hàn Quốc.jpg                      | Bộ trưởng Bộ Tư pháp                                                       |                | Kim Hyeon-woong   | 9 tháng 7 2015   | 28 tháng 11 2016 |         |
| Tập tin:Bộ Quốc phòng Hàn Quốc.jpg                   | Bộ trưởng Bộ Quốc phòng                                                    |                | Kim Kwan-jin      | 4 tháng 12 2010  | 29 tháng 6 2014  |         |
| Tập tin:Bộ Quốc phòng Hàn Quốc.jpg                   | Bộ trưởng Bộ Quốc phòng                                                    |                | Han Min-goo       | 30 tháng 6 2014  | 13 tháng 7 2017  |         |
| Tập tin:Bộ An ninh và Hành chính.png                 | Bộ trưởng Bộ Nội vụ                                                        |                | Yoo Jeong-bok     | 13 tháng 3 2013  | 6 tháng 3 2014   |         |
| Tập tin:Bộ An ninh và Hành chính.png                 | Bộ trưởng Bộ Nội vụ                                                        |                | Kang Byeong-gyu   | 2 tháng 4 2014   | 15 tháng 7 2014  |         |
| Tập tin:Bộ An ninh và Hành chính.png                 | Bộ trưởng Bộ Nội vụ                                                        |                | Jeong Jong-seob   | 16 tháng 7 2014  | 12 tháng 1 2016  |         |
| Tập tin:Bộ An ninh và Hành chính.png                 | Bộ trưởng Bộ Nội vụ                                                        |                | Hong Yoon-sik     | 13 tháng 1 2016  | 16 tháng 6 2017  |         |
| Tập tin:문화체육관광부.gif                           | Bộ trưởng Bộ Văn hóa, Thể thao và Du lịch                                  |                | Yoo Jin-ryong     | 11 tháng 3 2013  | 16 tháng 7 2014  |         |
| Tập tin:문화체육관광부.gif                           | Bộ trưởng Bộ Văn hóa, Thể thao và Du lịch                                  |                | Kim Jong-deok     | 20 tháng 8 2014  | 4 tháng 9 2016   |         |
| Tập tin:문화체육관광부.gif                           | Bộ trưởng Bộ Văn hóa, Thể thao và Du lịch                                  |                | Cho Yoon-sun      | 5 tháng 9 2016   | 20 tháng 1 2017  |         |
| Tập tin:Bộ Nông nghiệp, Lương thực và Nông thôn.jpg  | Bộ trưởng Bộ Nông nghiệp, Lương thực và Nông thôn                          |                | Lee Dong-phil     | 11 tháng 3 2013  | 4 tháng 9 2016   |         |
| Tập tin:Bộ Nông nghiệp, Lương thực và Nông thôn.jpg  | Bộ trưởng Bộ Nông nghiệp, Lương thực và Nông thôn                          |                | Kim Jae-soo       | 5 tháng 9 2016   | 2 tháng 7 2017   |         |
| Tập tin:Bộ Thương mại, Công nghiệp và Năng lượng.jpg | Bộ trưởng Bộ Thương mại, Công nghiệp và Năng lượng                         |                | Yoon Sang-jik     | 11 tháng 3 2013  | 13 tháng 1 2016  |         |
| Tập tin:Bộ Thương mại, Công nghiệp và Năng lượng.jpg | Bộ trưởng Bộ Thương mại, Công nghiệp và Năng lượng                         |                | Joo Hyeong-hwan   | 13 tháng 1 2016  | 21 tháng 7 2017  |         |
| Tập tin:보건복지부.jpg                               | Bộ trưởng Bộ Y tế và Phúc lợi                                              |                | Chin Young        | 11 tháng 3 2013  | 29 tháng 9 2013  |         |
| Tập tin:보건복지부.jpg                               | Bộ trưởng Bộ Y tế và Phúc lợi                                              |                | Moon Hyeong-pyo   | 2 tháng 12 2013  | 26 tháng 8 2015  |         |
| Tập tin:보건복지부.jpg                               | Bộ trưởng Bộ Y tế và Phúc lợi                                              |                | Jeong Jin-yeop    | 27 tháng 8 2015  | 21 tháng 7 2017  |         |
| Tập tin:Bộ Môi trường Hàn Quốc.jpg                   | Bộ trưởng Bộ Mội trường                                                    |                | Yoon Seong-gyu    | 11 tháng 3 2013  | 5 tháng 9 2016   |         |
| Tập tin:Bộ Môi trường Hàn Quốc.jpg                   | Bộ trưởng Bộ Mội trường                                                    |                | Cho Gyeong-gyu    | 5 tháng 9 2016   | 4 tháng 7 2017   |         |
| Tập tin:Bộ Lao động Hàn Quốc.jpg                     | Bộ trưởng Bộ Việc làm và Lao động                                          |                | Bang Ha-nam       | 11 tháng 3 2013  | 15 tháng 7 2014  |         |
| Tập tin:Bộ Lao động Hàn Quốc.jpg                     | Bộ trưởng Bộ Việc làm và Lao động                                          |                | Lee Gi-gwon       | 16 tháng 7 2014  | 24 tháng 7 2017  |         |
| Tập tin:Bộ Bình đẳng giới và Gia đình.jpg            | Bộ trưởng Bộ Bình đẳng giới và Gia đình                                    |                | Cho Yoon-sun      | 11 tháng 3 2013  | 13 tháng 6 2014  |         |
| Tập tin:Bộ Bình đẳng giới và Gia đình.jpg            | Bộ trưởng Bộ Bình đẳng giới và Gia đình                                    |                | Kim Hee-jung      | 16 tháng 7 2014  | 12 tháng 1 2016  |         |
| Tập tin:Bộ Bình đẳng giới và Gia đình.jpg            | Bộ trưởng Bộ Bình đẳng giới và Gia đình                                    |                | Kang Eun-hee      | 13 tháng 1 2016  | 7 tháng 7 2017   |         |
| Tập tin:Bộ Giao thông HQ.jpg                         | Bộ trưởng Bộ Đất đai, Cơ sở hạ tầng và Giao thông vận tải                  |                | Seo Seung-hwan    | 13 tháng 3 2013  | 13 tháng 3 2015  |         |
| Tập tin:Bộ Giao thông HQ.jpg                         | Bộ trưởng Bộ Đất đai, Cơ sở hạ tầng và Giao thông vận tải                  |                | Yoo Il-ho         | 16 tháng 3 2015  | 10 tháng 11 2015 |         |
| Tập tin:Bộ Giao thông HQ.jpg                         | Bộ trưởng Bộ Đất đai, Cơ sở hạ tầng và Giao thông vận tải                  |                | Kang Ho-in        | 11 tháng 11 2015 | 21 tháng 6 2017  |         |
| Tập tin:Bộ Đại dương và Thủy sản.jpg                 | Bộ trưởng Bộ Đại dương và Thủy sản                                         |                | Yoon Jin-sook     | 17 tháng 4 2013  | 6 tháng 2 2014   |         |
| Tập tin:Bộ Đại dương và Thủy sản.jpg                 | Bộ trưởng Bộ Đại dương và Thủy sản                                         |                | Lee Joo-young     | 5 tháng 3 2014   | 24 tháng 12 2014 |         |
| Tập tin:Bộ Đại dương và Thủy sản.jpg                 | Bộ trưởng Bộ Đại dương và Thủy sản                                         |                | Yoo Gi-june       | 16 tháng 3 2015  | 10 tháng 11 2015 |         |
| Tập tin:Bộ Đại dương và Thủy sản.jpg                 | Bộ trưởng Bộ Đại dương và Thủy sản                                         |                | Kim Yeong-seok    | 11 tháng 11 2015 | 15 tháng 6 2017  |         |
|                                                      | Bộ trưởng Bộ An toàn và An ninh Công cộng                                  |                | Park In-yong      | 19 tháng 11 2014 | 25 tháng 7 2017  |         |
| Viện                                                 |                                                                            |                |                   |                  |                  |         |
| Chức vụ                                              | Chức vụ                                                                    | Thành viên     | Thành viên        | Nhiệm kỳ         | Nhiệm kỳ         | Ghi chú |
| Chức vụ                                              | Chức vụ                                                                    | Thành viên     | Thành viên        | Bổ nhiệm         | Miễn nhiệm       | Ghi chú |
| Tập tin:Giám Tra Viện.jpg                            | Viện trưởng Viện Thanh tra Kiểm toán Quốc gia                              |                | Yang Geon         | 25 tháng 2 2013  | 2 tháng 12 2013  |         |
| Tập tin:Giám Tra Viện.jpg                            | Viện trưởng Viện Thanh tra Kiểm toán Quốc gia                              |                | Hwang Chan-hyun   | 2 tháng 12 2013  | 25 tháng 7 2017  |         |
| Tập tin:Viện Tình báo Hàn Quốc.jpg                   | Viện trưởng Viện Tình báo Quốc gia                                         |                | Nam Jae-joon      | 22 tháng 3 2013  | 21 tháng 5 2014  |         |
| Tập tin:Viện Tình báo Hàn Quốc.jpg                   | Viện trưởng Viện Tình báo Quốc gia                                         |                | Lee Byung-kee     | 16 tháng 7 2014  | 1 tháng 3 2015   |         |
| Tập tin:Viện Tình báo Hàn Quốc.jpg                   | Viện trưởng Viện Tình báo Quốc gia                                         |                | Lee Byung-ho      | 18 tháng 3 2015  | 10 tháng 5 2017  |         |
| Tập tin:Viện Tình báo Hàn Quốc.jpg                   | Viện trưởng Viện Tình báo Quốc gia                                         |                | Suh Hoon          | 10 tháng 5 2017  | 25 tháng 7 2017  |         |
| Cục                                                  |                                                                            |                |                   |                  |                  |         |
| Chức vụ                                              | Chức vụ                                                                    | Thành viên     | Thành viên        | Nhiệm kỳ         | Nhiệm kỳ         | Ghi chú |
| Chức vụ                                              | Chức vụ                                                                    | Thành viên     | Thành viên        | Bổ nhiệm         | Miễn nhiệm       | Ghi chú |
|                                                      | Cục trưởng Cục Thuế Quốc gia                                               |                | Kim Deok-jung     | 27 tháng 3 2013  | 19 tháng 8 2014  |         |
|                                                      | Cục trưởng Cục Thuế Quốc gia                                               | Im Hwan-su     | 19 tháng 8 2014   | 28 tháng 6 2017  |                  |         |
| Tập tin:Cơ quan Thuế quan.jpg                        | Cục trưởng Cục Quan thuế Quốc gia                                          |                | Baek Un-chan      | 18 tháng 3 2013  | 25 tháng 7 2014  |         |
| Tập tin:Cơ quan Thuế quan.jpg                        | Cục trưởng Cục Quan thuế Quốc gia                                          |                | Kim Nak-hoe       | 25 tháng 7 2014  | 24 tháng 5 2016  |         |
| Tập tin:Cơ quan Thuế quan.jpg                        | Cục trưởng Cục Quan thuế Quốc gia                                          |                | Cheon Hong-uk     | 24 tháng 5 2016  | 15 tháng 7 2017  |         |
| Tập tin:Cơ quan mua sắm công.jpg                     | Cục trưởng Cục Mua sắm công Quốc gia                                       |                | Min Hyeong-jong   | 18 tháng 3 2013  | 24 tháng 7 2014  |         |
| Tập tin:Cơ quan mua sắm công.jpg                     | Cục trưởng Cục Mua sắm công Quốc gia                                       |                | Kim Sang-gyu      | 25 tháng 7 2014  | 24 tháng 2 2016  |         |
| Tập tin:Cơ quan mua sắm công.jpg                     | Cục trưởng Cục Mua sắm công Quốc gia                                       |                | Jeong Yang-ho     | 25 tháng 2 2016  | 16 tháng 7 2017  |         |
| Tập tin:Cơ quan thống kê.gif                         | Cục trưởng Cục Thống kê Quốc gia                                           |                | Park Hyeong-su    | 18 tháng 3 2013  | 25 tháng 5 2015  |         |
| Tập tin:Cơ quan thống kê.gif                         | Cục trưởng Cục Thống kê Quốc gia                                           |                | Yu Gyeong-jun     | 26 tháng 5 2015  | 11 tháng 7 2017  |         |
| Tập tin:Cục Công tố.jpg                              | Cục trưởng Cục Công tố Quốc gia                                            |                | Chae Dong-uk      | 4 tháng 4 2013   | 30 tháng 9 2013  |         |
| Tập tin:Cục Công tố.jpg                              | Cục trưởng Cục Công tố Quốc gia                                            |                | Kim Jin-tae       | 2 tháng 12 2013  | 1 tháng 12 2015  |         |
| Tập tin:Cục Công tố.jpg                              | Cục trưởng Cục Công tố Quốc gia                                            |                | Kim Su-nam        | 2 tháng 12 2015  | 12 tháng 5 2017  |         |
| Tập tin:Cục Binh vụ.jpg                              | Cục trưởng Cục Binh vệ Quốc gia                                            |                | Park Chang-myeong | 18 tháng 3 2013  | 16 tháng 7 2017  |         |
| Tập tin:Cục Phòng vệ.jpg                             | Cục trưởng Cục Mua sắm Phòng vệ Quốc gia                                   |                | No Dae-rae        | 25 tháng 2 2012  | 15 tháng 3 2013  |         |
| Tập tin:Cục Phòng vệ.jpg                             | Cục trưởng Cục Mua sắm Phòng vệ Quốc gia                                   |                | Lee Yong-geol     | 16 tháng 3 2013  | 18 tháng 11 2014 |         |
| Tập tin:Cục Phòng vệ.jpg                             | Cục trưởng Cục Mua sắm Phòng vệ Quốc gia                                   |                | Jang Myeong-jin   | 19 tháng 11 2014 | 19 tháng 7 2017  |         |
| Tập tin:Cục Cảnh sát HQ.jpg                          | Cục trưởng Cục Cảnh sát Quốc gia                                           |                | Lee Seong-han     | 29 tháng 3 2013  | 22 tháng 8 2014  |         |
| Tập tin:Cục Cảnh sát HQ.jpg                          | Cục trưởng Cục Cảnh sát Quốc gia                                           |                | Kang Sin-myeong   | 24 tháng 8 2014  | 23 tháng 8 2016  |         |
| Tập tin:Cục Cảnh sát HQ.jpg                          | Cục trưởng Cục Cảnh sát Quốc gia                                           |                | Lee Cheol-seong   | 24 tháng 8 2016  | 10 tháng 3 2017  |         |
| Tập tin:Cục Di sản.jpg                               | Cục trưởng Cục Di sản Văn hóa Quốc gia                                     |                | Byeon Yeong-seop  | 18 tháng 3 2013  | 15 tháng 11 2013 |         |
| Tập tin:Cục Di sản.jpg                               | Cục trưởng Cục Di sản Văn hóa Quốc gia                                     |                | Na Seon-hwa       | 27 tháng 12 2013 | 6 tháng 8 2017   |         |
| Tập tin:Cục Nông thôn.jpg                            | Cục trưởng Cục Phát triển Nông thôn Quốc gia                               |                | Lee Yang-ho       | 15 tháng 3 2013  | 16 tháng 8 2016  |         |
| Tập tin:Cục Nông thôn.jpg                            | Cục trưởng Cục Phát triển Nông thôn Quốc gia                               |                | Chung Hwang-keun  | 17 tháng 8 2016  | 16 tháng 7 2017  |         |
| Tập tin:Cục Lâm Nghiệp.jpg                           | Cục trưởng Cục Lâm nghiệp Quốc gia                                         |                | Sin Won-seop      | 18 tháng 3 2013  | 17 tháng 7 2017  |         |
| Tập tin:Cục Doanh nghiệp.gif                         | Cục trưởng Cục Doanh nghiệp nhỏ và vừa Quốc gia                            |                | Han Jeong-hwa     | 22 tháng 3 2013  | 17 tháng 1 2016  |         |
| Tập tin:Cục Doanh nghiệp.gif                         | Cục trưởng Cục Doanh nghiệp nhỏ và vừa Quốc gia                            |                | Ju Yeong-seop     | 18 tháng 1 2016  | 25 tháng 7 2017  |         |
| Tập tin:Cục Sở hữu trí tuệ.jpg                       | Cục trưởng Cục Sở hữu trí tuệ Quốc gia                                     |                | Kim Yeong-min     | 18 tháng 3 2013  | 17 tháng 3 2015  |         |
| Tập tin:Cục Sở hữu trí tuệ.jpg                       | Cục trưởng Cục Sở hữu trí tuệ Quốc gia                                     |                | Choi Dong-kyu     | 12 tháng 5 2015  | 12 tháng 5 2017  |         |
| Tập tin:Cục Khí tượng.jpg                            | Cục trưởng Cục Khí tượng Quốc gia                                          |                | Lee Il-soo        | 18 tháng 3 2013  | 30 tháng 8 2013  |         |
| Tập tin:Cục Khí tượng.jpg                            | Cục trưởng Cục Khí tượng Quốc gia                                          |                | Go Yun-hwa        | 26 tháng 9 2013  | 17 tháng 7 2017  |         |
| Tập tin:Cục Xây dựng.jpg                             | Cục trưởng Cục Kiến thiết đô thị và trung tâm hành chính phức hợp Quốc gia |                | Lee Chung-jae     | 18 tháng 3 2013  | 11 tháng 7 2017  |         |
| Tập tin:Cục Phát triển.jpg                           | Cục trưởng Cục Đầu tư và phát triển Saemangeum Quốc gia                    |                | Lee Byeong-guk    | 18 tháng 3 2013  | 12 tháng 7 2017  |         |
| Ủy ban                                               |                                                                            |                |                   |                  |                  |         |
| Chức vụ                                              | Chức vụ                                                                    | Thành viên     | Thành viên        | Nhiệm kỳ         | Nhiệm kỳ         | Ghi chú |
| Chức vụ                                              | Chức vụ                                                                    | Thành viên     | Thành viên        | Bổ nhiệm         | Miễn nhiệm       | Ghi chú |
| Tập tin:Ủy ban Truyền thông Hàn Quốc.jpg             | Chủ tịch Ủy ban Truyền thông                                               |                | Lee Kyung-jae     | 17 tháng 4 2013  | 25 tháng 3 2014  |         |
| Tập tin:Ủy ban Truyền thông Hàn Quốc.jpg             | Chủ tịch Ủy ban Truyền thông                                               |                | Choe Seong-jun    | 8 tháng 4 2014   | 7 tháng 4 2017   |         |
| Tập tin:Ủy ban Thương mại Hàn Quốc.jpg               | Chủ tịch Ủy ban Công bằng Thương mại                                       |                | Noh Dae-rae       | 25 tháng 3 2013  | 5 tháng 12 2014  |         |
| Tập tin:Ủy ban Thương mại Hàn Quốc.jpg               | Chủ tịch Ủy ban Công bằng Thương mại                                       |                | Jeong Jae-chan    | 8 tháng 12 2014  | 13 tháng 6 2017  |         |
|                                                      | Chủ tịch Ủy ban Dịch vụ Tài chính                                          |                | Shin Je-yoon      | 22 tháng 3 2013  | 13 tháng 3 2015  |         |
|                                                      | Chủ tịch Ủy ban Dịch vụ Tài chính                                          | Lim Jong-ryong | 17 tháng 3 2015   | 18 tháng 7 2017  |                  |         |
| Tập tin:Ủy ban Chống tham nhũng Hàn Quốc.jpg         | Chủ tịch Ủy ban Dân quyền và chống Tham nhũng                              |                | Lee Seong-bo      | 22 tháng 3 2013  | 10 tháng 12 2015 |         |
| Tập tin:Ủy ban Chống tham nhũng Hàn Quốc.jpg         | Chủ tịch Ủy ban Dân quyền và chống Tham nhũng                              |                | Seong Young-hun   | 11 tháng 12 2015 | 28 tháng 6 2017  |         |
| Tập tin:Ủy ban An toàn Hạt nhân Hàn Quốc.jpg         | Chủ tịch Ủy ban An toàn Hạt nhân                                           |                | Lee Eun-cheol     | 12 tháng 4 2013  | 14 tháng 4 2016  |         |
| Tập tin:Ủy ban An toàn Hạt nhân Hàn Quốc.jpg         | Chủ tịch Ủy ban An toàn Hạt nhân                                           |                | Kim Yonghwan      | 15 tháng 4 2016  | 10 tháng 7 2017  |         |
| Cơ quan ngang bộ                                     |                                                                            |                |                   |                  |                  |         |
| Chức vụ                                              | Chức vụ                                                                    | Thành viên     | Thành viên        | Nhiệm kỳ         | Nhiệm kỳ         | Ghi chú |
| Chức vụ                                              | Chức vụ                                                                    | Thành viên     | Thành viên        | Bổ nhiệm         | Miễn nhiệm       | Ghi chú |
|                                                      | Chánh văn phòng Tổng thống                                                 |                | Heo Tae-yeol      | 25 Tháng 2 2013  | 4 tháng 8 2013   |         |
|                                                      | Chánh văn phòng Tổng thống                                                 | Kim Ki-chun    | 5 tháng 8 2013    | 22 tháng 2 2015  |                  |         |
|                                                      | Chánh văn phòng Tổng thống                                                 | Lee Byung-ki   | 1 tháng 3 2015    | 15 tháng 5 2016  |                  |         |
|                                                      | Chánh văn phòng Tổng thống                                                 | Lee Won-jong   | 16 tháng 5 2016   | 30 tháng 10 2016 |                  |         |
|                                                      | Chánh văn phòng Tổng thống                                                 | Han Kwang-ok   | 3 tháng 11 2016   | 9 tháng 5 2017   |                  |         |
|                                                      | Chánh Văn phòng An ninh Tổng thống                                         |                | Park Heung-ryeol  | 25 tháng 2 2013  | 9 tháng 5 2017   |         |